# 霍爾登鎮區 (明尼蘇達州古德休縣)
霍爾登鎮區（英語：Holden Township）是位於美國明尼蘇達州古德休縣的一個行政鎮區。

## 地方資料
霍爾登鎮區的面積為93.37平方千米，當中陸地面積為93.36平方千米，而水域面積為0.01平方千米。根據2020年美國人口普查的數據，當地共有人口383人，而人口密度為每平方千米4.1人。